# بيير ليجراند
بيير ليجراند (بالفرنسية: Pierre Legrand)‏ هو سياسي فرنسي، ولد في 13 مايو 1834 في ليل في فرنسا، وتوفي في 31 مايو 1895 في باريس في فرنسا. انتخب وزير وانتخب محافظ نور (1 سبتمبر 1870 – 1871) وانتخب نائب فرنسي نور.